# Andréi Shchegolijin
Andréi Anatólievich Shchegolijin –en ruso, Андрей Анатольевич Щеголихин– (Arcángel, URSS, 23 de julio de 1977) es un deportista ruso que compitió en piragüismo en la modalidad de aguas tranquilas.
Ganó dos medallas de bronce en el Campeonato Mundial de Piragüismo, en los años en 1998 y 1999, y una medalla de bronce en el Campeonato Europeo de Piragüismo de 2000.

## Palmarés internacional
| Campeonato Mundial | Campeonato Mundial | Campeonato Mundial | Campeonato Mundial |
| Año                | Lugar              | Medalla            | Competición        |
| ------------------ | ------------------ | ------------------ | ------------------ |
| 1998               | Szeged (Hungría)   | Medalla de bronce  | K4 500 m           |
| 1999               | Milán (Italia)     | Medalla de bronce  | K4 200 m           |
| Campeonato Europeo |                    |                    |                    |
| Año                | Lugar              | Medalla            | Competición        |
| 2000               | Poznań (Polonia)   | Medalla de bronce  | K4 500 m           |